# リジェネレイトガンダム
リジェネレイトガンダム (REGENERATE GUNDAM) は、「ガンダムシリーズ」のうちのコズミック・イラ (C.E.) 年代を描いた「ガンダムシリーズSEED」シリーズに登場する架空の兵器。初出作品は、漫画や小説といったテレビアニメ以外の媒体で展開される外伝「機動戦士ガンダムSEED ASTRAYシリーズ」のうち、2003年 - 2004年に「月刊少年エース」で連載されていた漫画『機動戦士ガンダムSEED ASTRAY R』。
「ガンダムシリーズ」の主要兵器である人型ロボット「モビルスーツ (MS) 」の一種で、作中勢力のひとつである「プラント」の軍事組織「ザフト」が開発した試作機。アニメ本編の主役機であるフリーダムガンダムなどと同系列の核エンジン搭載機であり、敵側の地球連合軍製Mのイージスガンダムを参考にした可変MSであると同時に、予備の交換パーツを使って機体を再生（リジェネレイト）できる特長をもつ。
漫画作中では、ザフトの特殊部隊に所属するアッシュ・グレイが搭乗し、「ASTRAYシリーズ」のメイン主人公であるジャンク屋ロウ・ギュールが搭乗するガンダムアストレイレッドフレームと交戦する。

## 設定解説
C.E.71年の大戦末期に開発された、ザフト製の核動力MSの1機。ジャスティスやフリーダムのサポートモジュールであるミーティアのコンセプトを推し進め、単機でユニットモジュール構想を行う機体として開発された。機体はプロヴィデンスと同時期にロールアウトしている。
本機のコックピットと核エンジンはバックパックの「コアユニット」に存在し、事実上ここが本体部となる。コア以外のパーツは末端ユニットとして扱われ、多数用意された予備パーツによって損壊した際も交換して戦闘を継続することが可能となっており、リジェネレイトという機体名もこれに由来している。この機体構成は、のちに開発されるセカンドステージシリーズのインパルスへとフィードバックされる。
さらに本機はヘリオポリスで奪取したGAT-X303 イージスから踏襲した変形機構を採用し、MS形態と高速巡行用MA形態のほか、コアユニットを上半身、人型部分を4脚の下半身とした強襲用MA形態の三つの形態をもつ。機体サイズは小型化が困難であったことから従来機と比較して大型化している。
コア・ユニットはミーティアに近似した運用も想定されている。プラグを持つ敵機に合体することでそのコントロールを掌握することが可能なほか、僚機と合体すれば、本体部の核エンジンから電力供給を行うこともできる

### 武装・装備
MA-X200 ビームソード
両手足に装備されるブレード状のパーツから展開される。ミーティアに装備されたものと同一のモデル。
ロングビームライフル
本機の携行装備。可動アームを介してコアユニットにも接続可能。
MMI-GAU2 ピクウス76mm近接防御用機関砲
MA形態時における上半身ユニットの頭部部分（MS形態では後頭部を形成する）に二基設置されている。
ビーム砲
手足先端のブレード状パーツに1基ずつ、上半身ユニットの頭部部分（MS形態ではと後頭部に位置する）の先端部分に1基、下半身ユニットの先端部分（MS形態ではフロントスカートに位置する）に1基の計6基装備する。作中では未使用。
ミラージュコロイド
この機能によって、本機は隠密行動も可能としている。

### ライトクラフト・プロパルジョン
機体背面に搭載された、ジェネシスαとの連携によるレーザー加速システム。外宇宙航行技術の一部を転用したもので、ジェネシスαから発射されたレーザーで機体の推進剤を爆発燃焼させ、驚異的な加速や長距離の航続を可能としている。このライトクラフトを行う際はジェネシスαからX線を照射する。加速中には四肢を動かして質量移動を行うことによって、軌道変更も可能としている。
このレーザー照射による推進システムは、後にデュートリオンビーム送電システムの発想の原点にもなっている。

## 劇中での活躍
C.E.71年5月5日に、X12A テスタメントとX13A プロヴィデンスの2機と同時にロールアウト。反逆者ラクス・クライン及びその一派の抹殺任務を帯びたザフト特殊防衛部隊所属、ジェネシスα防衛隊長アッシュ・グレイの搭乗機となる。
ロウ・ギュールたちジャンク屋一味や、叢雲劾率いるサーペントテールと交戦し、機体特性を最大限に活かした攻撃で彼らを苦しめる。しかし、劾によって機体の予備パーツをすべて破壊されたうえ、コア・ユニットはロウの駆るパワードレッドの「レッド・フレイム」の一撃を受け、連合の制宙区域まで飛ばされる。
その後に回収されたコア・ユニットは、「一族」の息がかかっていた連合軍特務情報局の手に渡り、同じくザフトから鹵獲したRGX-04 プロトセイバーの強化ユニット（プロトセイバーのパイロットイルド・ジョラールが一族崩壊後に残った施設・組織から独断で使ったもの）として使用される。

## 備考
ゲーム『スーパーロボット大戦W』では、遠距離武器として胴体中央にスキュラを装備している。ライトクラフト・プロパルジョンの際はジェネシスαが登場してレーザーを発射するという演出がある（リジェネレイトとの決着はヤキン・ドゥーエで行われるが、そこにあるジェネシスとは別物である）。機体の最大の特徴である再生能力は、「HP回復（小）」の特殊能力として再現されている。